# Coppa del mondo di corsa in montagna 2000
La Coppa del mondo di corsa in montagna 2000 si è disputata su quattro prove sotto il nome di "WMRA Grand Prix" . La coppa maschile è stata vinta da Antonio Molinari, quella femminile da Angela Mudge.

## Gare di coppa del mondo 2000
Per il 2000 le gare valevoli per la coppa del mondo erano quattro, nessun risultato di stralcio.
| Gara | Nome della gara       | Luogo di svolgimento | Data      | Nazione  |
| ---- | --------------------- | -------------------- | --------- | -------- |
| 1    | Krvavec Cerklje       | Cerklje              | 11 giugno | Slovenia |
| 2    | Danis Berglauf        | Lenzerheide          | 9 luglio  | Svizzera |
| 3    | Schlickeralm Berglauf | Telfes               | 6 agosto  | Austria  |
| 4    | Challenge Stellina    | Susa                 | 20 agosto | Italia   |

## Punteggi
Ecco come sono stati ripartiti i punti per la coppa del mondo 2000. Dal primo al trentesimo rango.
| Rango | Punti |
| ----- | ----- |
| 1°    | 100   |
| 2°    | 80    |
| 3°    | 60    |
| 4°    | 50    |
| 5°    | 45    |
| 6°    | 40    |
| 7°    | 36    |
| 8°    | 32    |
| 9°    | 29    |
| 10°   | 26    |

| Rango | Punti |
| ----- | ----- |
| 11°   | 24    |
| 12°   | 22    |
| 13°   | 20    |
| 14°   | 18    |
| 15°   | 16    |
| 16°   | 15    |
| 17°   | 14    |
| 18°   | 13    |
| 19°   | 12    |
| 20°   | 11    |

| Rango | Punti |
| ----- | ----- |
| 21°   | 10    |
| 22°   | 9     |
| 23°   | 8     |
| 24°   | 7     |
| 25°   | 6     |
| 26°   | 5     |
| 27°   | 4     |
| 28°   | 3     |
| 29°   | 2     |
| 30°   | 1     |

## Uomini
Classifica finale
| Pos. | Atleta            | Anno | Nazione       | Gara 1 | Gara 2 | Gara 3 | Gara 4 | Totale |
| ---- | ----------------- | ---- | ------------- | ------ | ------ | ------ | ------ | ------ |
| 1    | Antonio Molinari  | 1967 | Italia        | 100    | 100    | 80     | 60     | 340    |
| 2    | Cox Martin        | 1969 | Inghilterra   | 50     | 80     | 60     | 32     | 222    |
| 3    | Helmuth Schmuck   | 1963 | Austria       | 80     | 29     | 50     | 50     | 209    |
| 4    | Jonathan Wyatt    | 1972 | Nuova Zelanda |        |        | 100    | 100    | 200    |
| 5    | Robert Quinn      | 1965 | Scozia        | 60     | 45     | 26     | 45     | 176    |
| 6    | Marcel Matanin    | 1973 | Slovacchia    | 40     | 60     | 32     | 11     | 143    |
| 7    | Franz Engl        | 1966 | Austria       | 29     | 22     | 29     | 24     | 104    |
| 8    | Richard Findlow   | 1966 | Inghilterra   | 36     | 50     | 10     |        | 96     |
| 9    | Marco De Gasperi  | 1977 | Italia        |        |        |        | 80     | 80     |
| 10   | Rudolf Reitberger | 1971 | Austria       | 24     | 11     | 20     | 20     | 75     |
| 11   | Igor Salamun      |      | Slovenia      | 45     |        | 11     |        | 56     |
| 12   | Marco Gaiardo     | 1970 | Italia        |        |        | 45     |        | 45     |
| 12   | Martin Sambale    |      | Germania      |        | 32     | 13     |        | 45     |
| 14   | Aaron Strong      | 1971 | Nuova Zelanda |        |        | 18     | 26     | 44     |
| 15   | Low Paul          |      | Stati Uniti   |        | 24     |        | 16     | 40     |
| 15   | Mitiku Megersa    |      | Etiopia       |        | 40     |        |        | 40     |
| 15   | Franco Naitza     |      | Italia        |        |        |        | 40     | 40     |
| 15   | Roman Skalsky     |      | Rep. Ceca     |        |        | 40     |        | 40     |
| 19   | Mike Bouldstridge |      | Inghilterra   |        | 36     |        |        | 36     |
| 19   | Thierry Icart     | 1968 | Francia       |        |        | 36     |        | 36     |
| 19   | Hans Kogler       |      | Austria       |        |        |        | 36     | 36     |
| 22   | Karl Jöhl         |      | Svizzera      |        | 18     | 16     |        | 34     |
| 23   | Joze Ceh          |      | Slovenia      | 32     |        |        |        | 32     |
| 23   | Stefan Holzer     |      | Svizzera      | 10     | 15     | 7      |        | 32     |
| 25   | Beat Blättler     |      | Svizzera      |        | 26     | 4      |        | 30     |

Seguono 5 concorrenti con due gare e 55 concorrenti con una gara.

## Donne
Classifica finale
| Pos. | Atleta               | Anno | Nazione       | Gara 1 | Gara 2 | Gara 3 | Gara 4 | Totale |
| ---- | -------------------- | ---- | ------------- | ------ | ------ | ------ | ------ | ------ |
| 1    | Angela Mudge         | 1970 | Scozia        | 80     | 80     | 80     | 45     | 285    |
| 2    | Alexandra Olarte     | 1973 | Colombia      | 100    | 50     | 60     | 60     | 270    |
| 3    | Birgit Sonntag       |      | Germania      |        | 60     | 100    | 100    | 260    |
| 4    | Izabela Zatorska     | 1962 | Polonia       |        | 100    | 45     | 80     | 225    |
| 5    | Ludmilla Melicherova | 1964 | Slovacchia    | 60     | 45     | 29     |        | 134    |
| 6    | Megan Edhouse        |      | Nuova Zelanda |        |        | 50     | 40     | 90     |
| 7    | Flavia Gaviglio      |      | Italia        |        |        |        | 50     | 50     |
| 7    | Cornelia Heinzle     |      | Austria       | 50     |        |        |        | 50     |
| 9    | Simona Zabjek        |      | Slovenia      | 45     |        |        |        | 45     |
| 10   | Stefanie Buss        |      | Germania      |        |        | 40     |        | 40     |
| 10   | Eroica Spiess        |      | Svizzera      |        | 40     |        |        | 40     |
| 10   | Claire Tomkinson     |      | Inghilterra   | 40     |        |        |        | 40     |
| 11   | Colette Borcard      |      | Svizzera      |        |        | 15     | 24     | 39     |

Seguono 81 concorrenti con una gara